# Alire Raffeneau-Delile
Pour les articles homonymes, voir Delile et Raffeneau.
Alire Raffeneau-Delile, né à Versailles le 23 janvier 1778 et mort à Montpellier le 5 juillet 1850, est un botaniste français.

## Biographie
Frère d'Adrien Raffeneau-Delile, il participe avec Bonaparte à la campagne d'Égypte dont il rapporte le Lotus et le Papyrus.
Il fera pratiquer un moulage au soufre de la pierre de Rosette, grâce auquel, seront reproduites les inscriptions grecques et démotiques dans la Description de l'Égypte. En mémoire d'Ernest Coquebert de Montbret, décédé de la peste au Caire le jour du départ de l'Expédition, Alire Raffeneau-Delile a donné le nom de Gratista Montbretie, connue aujourd'hui sous le nom de Montbrétia : c'est pourquoi le « Montbretia » porte son nom.
Directeur du jardin botanique du Caire, il est chargé de la partie botanique du Voyage dans la Basse et Haute-Égypte de Vivant Denon.
En 1832, alors qu'il exerce la fonction de vice-consul de France en Caroline du Nord, il est nommé directeur du Jardin des plantes de Montpellier. Il rapporte deux pieds de Maclura qu’il plante au jardin de Montpellier où l’on peut encore les voir. Il enrichit l’herbier de Montpellier de beaucoup d’espèces. Deux genres lui sont attribués : Delilia et Raffenaldia.
Il a aussi été professeur d’histoire naturelle à Montpellier en 1819.
Il est spécialisé dans les ptéridophytes, la mycologie, les bryophytes, les algues et les spermatophytes.

### Œuvres
- Description des procédés usités pour la fabrication de sucre de Betteraves à la manufacture de Louèz près Arras en 1835 ;
- Histoire naturelle, agricole et économique du maïs en 1836.